# Sint-Jozefkerk (Zuidhorn)
De Sint-Jozefkerk is een kleine rooms-katholieke kerk in Zuidhorn in de Nederlandse provincie Groningen. Het kerkgebouw dateert uit 1844 en is een rijksmonument. Het is een van de kerken die sinds 2017 gebruikt worden door de Hildegardparochie van het bisdom Groningen-Leeuwarden.

## Geschiedenis
Zuidhorn is de grootste plaats in het noordelijk Westerkwartier. Na de Reformatie en de aansluiting van Stad en Lande bij de Republiek bleven ook hier sommige bewoners trouw aan de oude kerk. Die groep was echter vrij klein en was verspreid over een groot gebied. Pas in 1763 is er sprake van een schuilkerk in Aduard, de huidige parochie in Zuidhorn beschouwt die schuilkerk als eerste parochiekerk.